# Antoine Couillard (poète)
Ne pas confondre avec Antoine Couillard, colon français.
Pour les articles homonymes, voir Couillard.
Antoine Couillard, né près de Lorris dans le Gâtinais et mort vers 1575, est un poète français.

## Biographie
Antoine Couillard naît près de Lorris dans le Gâtinais.
Il fait partie de l'ordre des Jésuites.
Il a de l'esprit et de l'érudition ; il compose un assez grand nombre d'ouvrages, remarquables pour la plupart par leur singularité.
Parmi ses ouvrages, devenus extrêmement rares, nous citerons : Poésies (Rouen, 1556), les Contredits aux fausses et abusives prophéties de Nostradamus (Paris, 1560), les Antiquités et singularités du monde (Lyon, 1578), Epitre présentée au très invincible roi de Pologne (Paris, 1573). La Croix du Maine et du Verdier lui attribuent : les Fleurs odoriférantes cueillies ès délectables jardins de vertus (Paris, 1569), ainsi que Quatre Livres sur les procédures civiles et criminelles selon le commun style de France et ordonnances royaux pour l'instruction des greffiers (Paris, 1560). Ce dernier est peut-être l'œuvre d'un de ses parents, maître des requêtes, à la même époque.
Il meurt vers 1575.

## Pour approfondir